# Ethikinitiative
Die Ethikinitiative (Eigen- und Amtsschreibweise ethik.initiative) war eine kantonale Volksinitiative im Kanton Graubünden, die am 17. Mai 2009 zur Abstimmung vorgelegt wurde. Sie war von der Graubündner Kantonalsektion der Juso eingereicht worden und verlangte die Abschaffung des Religionsunterrichts und die Einführung des Ethikunterrichts an der Volksschule, der obligatorisch für alle Schüler sein und den konfessionellen Religionsunterricht ersetzen sollte. Der Bündner Grossrat lehnte dieses Volksbegehren ab und schlug einen Gegenvorschlag vor, der ebenfalls am 17. Mai 2009 zur Abstimmung gelangte. Dieser forderte die Einführung eines obligatorischen Schulfachs Religionskunde und Ethik neben dem – auf eine Wochenstunde zu reduzierendem – konfessionellen Religionsunterricht in Verantwortung der öffentlich-rechtlich anerkannten Religionsgemeinschaften.
Der Gegenvorschlag des Grossen Rates und der Landeskirchen wurde mit einem Stimmenverhältnis von 70:30 angenommen und die Ethikinitiative abgelehnt.

## Initiativstext
Volksinitiative «ethik.initiative»
Gesetz für die Volksschulen des Kantons Graubünden (Schulgesetz)
Art. 7 Ethikunterricht
An der Volksschule (1. bis 9. Klasse) wird Ethikunterricht erteilt. Der Ethikunterricht ist unabhängig von der Religionszugehörigkeit obligatorisch.
Gegenvorschlag des Grossen Rates und der Landeskirchen zur «ethik.initiative»
Gesetz für die Volksschulen des Kantons Graubünden (Schulgesetz)
Art. 7 Religionsunterricht, Religionskunde und Ethik
3 Alle Schülerinnen und Schüler haben das schulische Unterrichtsfach Religionskunde und Ethik obligatorisch zu besuchen.

## Unterstützer
Unterstützt wurde die kantonale Volksinitiative von der Juso Graubünden, von den Jungfreisinnige Graubünden, SP Graubünden und der UNIA.

## Ähnliche Initiativen
- Das Volksbegehren Pro Reli im Land Berlin verfolgte die entgegengesetzte Richtung.